# Turmhügel Mangern
Der Turmhügel Mangern ist eine abgegangene Höhenburg vom Typus einer Turmhügelburg (Motte) in der Nähe von Mangern, einem Gemeindeteil der niederbayerischen Gemeinde Gerzen im Landkreis Landshut. Die Anlage wird als Bodendenkmal unter der Aktennummer D-2-7440-0086 als „Turmhügel des Mittelalters“ geführt.

## Geschichte

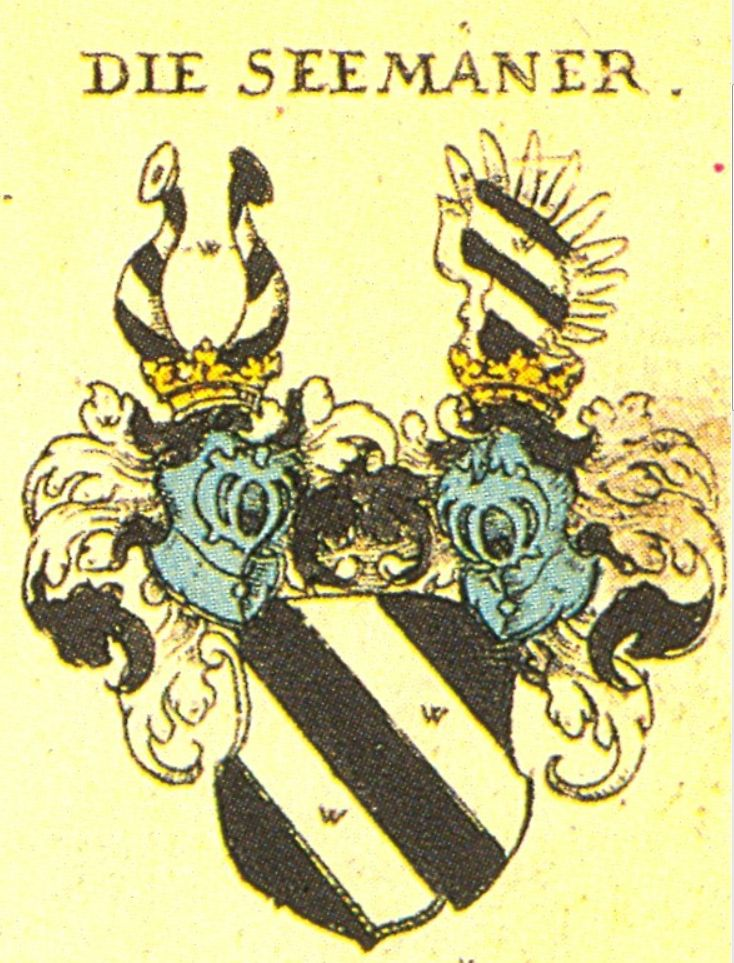
Wappen der Seemann von Mangern nach Siebmachers Wappenbuch (1605)

Das Geschlecht der Seemann von Mangern hatte in Mangern ihren bayerischen Stammsitz; Anfänge und Herkunft dieses Ministerialengeschlechts sind nicht genau bekannt. Erster bayerischer Vertreter dieses aus Seeland stammenden Geschlechts soll ein Hans von Mangern gewesen sein, der um 1220 ein Wasserschloss mit dem künstlichen Burgstall unmittelbar an der Vils errichtet hat. Gründe für die Auswanderung dieser Familie nach Bayern soll zum einen eine Überschwemmungskatastrophe 1175 in Seeland gewesen sein, zum anderen wird auch das Interesse der Seeleute an Kaiser Friedrich II. sowie die Gefolgschaft zum bayerischen Herzog angegeben. Bei Mangern durfte es sich um ein Furthlehen gehandelt haben, das die Grundlage für ihre Niedergerichtsherrschaft an der Vils bildete. Die Burg hatte den Vilsübergang und die Vilstalstraße zu sichern. Der Sohn Heinrich des „Hans Seman von Mangorn“ war zwischen 1245 und 1255 Archidiakon und Chorbischof von Regensburg. Er stiftete am 20. April 1255 in „Polchoven“ (= Pölnkofen) das Kloster Seemannshausen; das Kloster sollte die Familientradition der Seemänner in Bayern begründen und diente als Grablege für die Familie. Auch Hochstiftlehen hatte dieser Heinrich inne, so war er bis 1255 mit der Burg Siegenstein bei Donauwörth belehnt und auch die Ortsnamen Seemannsau und Seemannshof in Neuhausen verweisen auf seinen Besitz im Hochstiftbereich. 1358 verkaufen Martin der Grozz und Albrecht der Brandhofner, beides Bürger zu Vilsbiburg, einen Dienst von acht Pfund Regensburger Pfennige an das Klosters Elsenbach; Zeuge war dabei u. a. Chunrat der Mayer von Mangern. 1366 verkauft Hans der Seman zu Mangorn an Ruger, den Bräu von Gerzen, ein halbes Tagwerk Wiesmahd gegen des Vorbehalts der Wiedereinlösung. Von der Mitte des 14. Jahrhunderts werden immer mehr Güter der Seemanns in der Isargegend nördlich von Dingolfing genannt und damit geht eine Interessen- und Besitzverlagerung weg von Mangern einher: 1366 übergab Hans der Seman zu Mangern seiner Frau Dorothea eine Schwaige zu Sossau als Morgengabe. Sein Vater war Peter der Seman zu Mangern, von 1378 bis 1380 Hofmeister des Herzogs Friedrich von Bayern-Landshut, er verkauft am 1. November 1371 seine beiden Regensburger Hochstiftlehen bei der Brücke zu Gottfrieding an „Chlaren die Seemannin“, die Ehefrau des „Ortlieb unter den chramen“ zu Landshut. 1384 erhielt Hans der Seman zu Mangern die Niedergerichtsbarkeit und andere Lehensgüter zu Gottfrieding. Andre und Ulrich die Seman sind Inhaber der Hofmark Hofdorf, als deren Inhaber 1437 ein Hans der Seman erwähnt wird. Die Hofmarksrechte zu Gottfrieding wurden bereits am 14. März 1417 von Michael Ruedlanter, Bürger zu Dingolfing, an Graf Etzel von Ortenburg verkauft. Am 2. September 1418 siegelt ein „Kaspar Newnhauser zu Ruting“ zusammen mit Hans dem Leberskirchner eine Urkunde für die Seman zu Mangern. Das Schrannengericht Frontenhausen beschäftigte sich auf Antrag des Stephan Seman von Mangern mit der Erneuerung eines verloren gegangenen Teilungsbriefes zwischen den Brüdern Seeman vom Jahre 1433. Die Hofmark Mangern ist seit dem Verkauf des Stammsitzes im Jahr 1477 durch Daniel Seemann, Pfarrer zu Waldzell (Bezirk Ried im Innkreis, Oberösterreich) nicht mehr im Besitz der Familie. Das Geschlecht der Seman ist 1651 mit Joan Jakob Seemann von Mangern ausgestorben.
Mangern wurde zusammen mit Gerzen am 26. Mai 1517 von Ritter Heinrich der Leberskircher an seinen Sohn Alexander geschenkt. Alexander starb  bereits nach vier Jahren. Seine Witwe Regina heiratete den Ritter Lukas von Thayn zu Dorfpach und dieser verkaufte die drei Hofmarken Mangern, Gerzen und Johannesbrunn an Johann Erasmus von Trennbach zu Burgfried und Hellsberg. 1556 verkaufte dieser die Hormarken an Onufrius von Seyboldsdorf. Dieser ließ zwischen 1560 und 1562 zwischen den Hofmarken Gerzen und Mangern das Renaissanceschloss Gerzen errichten.
Bernhard von Seyboldsdorf verkaufte bereits am 8. November 1597 die drei Hofmarken an Wolf Dietrich von Vieregg, Regimentsrat zu Landshut.  1618 wird in Mangern ein Sitz erwähnt, der im Besitz der Freiherrn von Vieregg ist. Aufgrund der Edelmannsfreiheit steht ihnen auch die niedere Gerichtsbarkeit bis zu den Gründen der Hofmark Gerzen, den landgerichtlichen Dörfern Schmelling und Neuhausen sowie über die Gemeinweide zu Sommerau zu. Das Gemeindeverzeichnis von 1804 nennt Mangern weder als Sitz noch als Hofmark, seit der Neuorganisation der Landgerichte ist Mangern offensichtlich in Gerzen aufgegangen. Von den Viereggs wird der Hofmarkskomplex an der Vils 1819 an den Münchner Finanzier Karl Lorenz Ritter und Edler Mayer von Mayerfeld verkauft. 1833 geht dann Mangern in einem umfangreichen Hofmarkenkonglomerat (Gerzen. Mangern, Johannesbrunn, Aham, Loizenkirchen, Radlkofen, Scheuering) auf, das der Staatsminister Maximilian von Montgelas aufkaufte.

## Beschreibung
Der Turmhügel Mangern liegt am Nordufer des Paradiesbaches, einem linken Zufluss der Vils, und etwa 300 m östlich von dem Schloss Gerzen. Er ist ein 5 m hoher, steil geböschter Turmhügel. Sein Plateau hat einen Durchmesser von 15 m. Eine 15 bis 18 m breite Grabenmulde ist noch auf der Ost-, Nord- und Westseite erkennbar. Im Süden wurde der Graben eingeebnet.

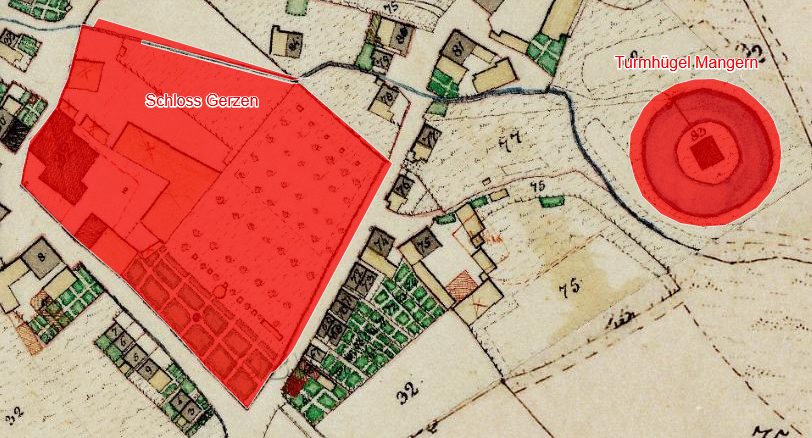
Lageplan des Turmhügels Mangern auf dem Urkataster von Bayern, links daneben Schloss Gerzen

Der Stich von Michael Wening zeigt bildhaft die von einem Wassergraben umgebene wehrhafte Motte. Das beinahe quadratische Gebäude besaß eine Seitenlänge von 14 m; der sich ringförmig um das Gebäude ziehende Wassergraben machte etwa 15 m aus. Der Zugang fand offensichtlich von Nordwesten aus statt. Das hölzerne Schloss ist 1850 niedergebrannt, heute steht darauf ein neuzeitliches Haus mit Nebengebäuden.